# Hansfelde (Uckerland)
Hansfelde ist ein bewohnter Gemeindeteil im Ortsteil Wismar der amtsfreien Gemeinde Uckerland im Landkreis Uckermark in Brandenburg. Die Gemarkungen von Hansfelde und Wismar bilden zusammen den Ortsteil Wismar. Auf der Gemarkung von Hansfelde liegt der nördlichste Punkt Brandenburgs.

## Geografie
Die nördlichste Siedlung des Bundeslandes Brandenburg liegt zwei Kilometer nördlich von Wismar und fünf Kilometer nordöstlich von Strasburg auf einer offenen Agrarlandschaft. Die Gemarkung Hansfelde ist, von kleineren Busch- und Gehölzgruppen abgesehen vollständig unbewaldet. Vom Nord- zum Südrand hat sie eine Ausdehnung von knapp fünf und vom West- zum Ostrand bis zu knapp drei Kilometer. Der nördlichste Punkt der Gemarkung und zugleich nördlichste des Bundeslandes Brandenburgs liegt fast zwei Kilometer nördlich vom Nordrand der Siedlung und nur wenige Meter östlich der Landesstraße 32 und dem Ort Burgwall.
Der nördliche Teil der Gemarkung reicht an die südlichen Ausläufer der Brohmer Berge heran. Das sind hier das dazu zählende Naturschutzgebiet Burgwall Rothemühl und der Burgwall Rothemühl sowie der 125,5 m hohe Schanzenberg. Zwischen dem Nordrand der Gemarkung und den vorgenannten Landschaftselementen liegt ein schmaler Streifen der zur Gemarkung Rosenthal zählt.
Nachbarorte sind Burgwall im Norden, Klein Luckow im Nordosten, Groß Luckow im Osten, Wismar im Süden, Strasburg im Südwesten sowie Schwarzensee und Rosenthal im Nordwesten.

## Geschichte
Vor 1816 gehörte die Gegend zum Uckermärkischen Kreis der Landschaft Uckermark in der Mark Brandenburg und kam in dem genannten Jahr zum Kreis Prenzlau. Aus einem Antrag von 1831 ist belegt, dass der Herr von Arnim auf Neuensund auf einem an ihn abgetretenen Acker beim Dorf Wismar ein neues Vorwerk erbaut hat, welches noch benannt werden musste. 1832 findet sich die erste schriftliche Erwähnung des Ortes auf der Seite 52 des Amtsblattes der Regierung Potsdam unter heutigem Namen. Auf dem Messtischblatt mit der Nummer 1052/2448 und der Bezeichnung Strasburg wurde Hansfelde 1835 als Gutsetablissement eingetragen. 1840 wurden neben einem Vorwerk zwei Wohnhäuser und insgesamt 69 Einwohner verzeichnet.
Zuvor zum Patrimonialgericht Neuensund gehörend, kam der Ort 1849 zur Gerichtskommission Strasburg. 1850 wurde eine Konzession zur Anlage einer Brennerei mit Dampfkessel erteilt. 1858 hatte der Ort 111 Einwohner und 1860 wurde die Gemarkungsgröße mit 1029 Morgen angegeben; davon 21 Morgen Gehöfte, 1752 Morgen Acker und 256 Morgen Wiese. Im gleichen Jahr wurde der Ort zu einem Vorwerk des damaligen Gutes Wismar und umfasste 4 Wohn- und 16 Wirtschaftsgebäude, einschließlich einer Dampfbrennerei. 1872 wurde als Besitzer des nach Wismar eingekirchten Ortes ein von Arnim zu Neuensund vermerkt. Ab 1879 war das Amtsgericht Strasburg zuständig und 1895 lebten hier insgesamt 130 Einwohner. 1900 waren hier ein Rittergut und ein zugehöriger 553 Hektar großer Gutsbezirk mit insgesamt 7 Häusern vorhanden sowie ein Inspektor tätig. 1925 gehörten 163 Einwohner zum Ort.
1927 noch als Rittergut verzeichnet wurde Hansfelde 1928 mit der Gemeinde Wismar vereinigt und 1931 dort als zugehöriger Wohnplatz geführt. 1948 wurden insgesamt 546 Hektar enteignet und zum Volkseigentum erklärt. Ab 1950 gehörte der Wohnplatz Hansfelde zum Kreis Ueckermünde und kam 1952 zum Kreis Strasburg im Bezirk Neubrandenburg. Hansfelde wurde 1957 und 1971 als Ortsteil der ehemaligen Gemeinde Wismar verzeichnet. 1978 hatten die volkseigenen Güter Groß Luckow und Strasburg Betriebsteile in Hansfelde. Zum 31. Dezember 2001 wurde der Ort ein bewohnter Gemeindeteil der neu geschaffenen Gemeinde Uckerland. Die Gemarkung bildet heute zusammen mit der von Wismar den gleichnamigen Ortsteil.

## Kultur und Sehenswürdigkeiten
Im Ort steht eine Gutsscheune unter Denkmalschutz.

## Persönlichkeiten
- Hans von Arnim (1841–1914), Gutsherr auf Hansfelde und preußischer Politiker